# Oleksandrivka (huyện của tỉnh Donetsk)
Oleksandrivka (tiếng Ukraina: Олександрівський район, chuyển tự Latinh: Oleksandrivkas’kyi raion) từng là một huyện của tỉnh Donetsk thuộc Ukraina. Huyện Oleksandrivka có diện tích 1.010 km², dân số trong lần ghi nhận cuối cùng vào năm 2020 là 17.615 người. Huyện lỵ là thị trấn Oleksandrivka.
Huyện này bị giải thể vào ngày 18 tháng 7 năm 2020 trong quá trình cải cách hành chính, giảm số huyện thuộc tỉnh Donetsk xuống chỉ còn tám. Địa giới huyện này bị sáp nhập vào huyện Kramatorsk.

## Dân cư
Theo kết quả điều tra dân cư năm 2001:
| Dân tộc       | Dân số | Tỉ trọng |
| Người Ukraina | 21.162 | 91,9%    |
| Người Nga     | 1.533  | 6,7%     |
| Người Belarus | 110    | 0,5%     |